# Leonberg
Leonberg je velké okresní město v německé spolkové zemi Bádensko-Württembersko asi 16 km (10 mil) západně od Stuttgartu, hlavního města spolkové země. Ve městě žije přibližně 50 tisíc obyvatel a je třetí největší město v zemském okresu Böblingen (po Sindelfingen a Böblingen na jihu).
Leonberg je nejvíce známý pro své malebné náměstí, velmi staré výroční koňské trhy, v minulosti hrálo roli jako sídlo jednoho z Württemberských prvních parlamentů, a pomerančové zahrady – v Německu je jedinou zbývající terasovitou zahradou, která sahá až do pozdní renesance.

## Kultura

### Divadlo
Divadlo ve Spitalhofu uvádí muzikály, divadelní hry, amatérské divadlo, koncerty a akce pro děti s pravidelnými návštěvami jiných divadel.

### Další pravidelné akce
- Festival na náměstí ("Marktplatzfest"), tamže v únoru pětidenní trh s koňmi
- Festival v ulici Eltingen ("Strassenfest")
- Silvestrovské oslavy na náměstích v Leonbergu a Eltingenu
- Dětský festival v městském parku

## Památky

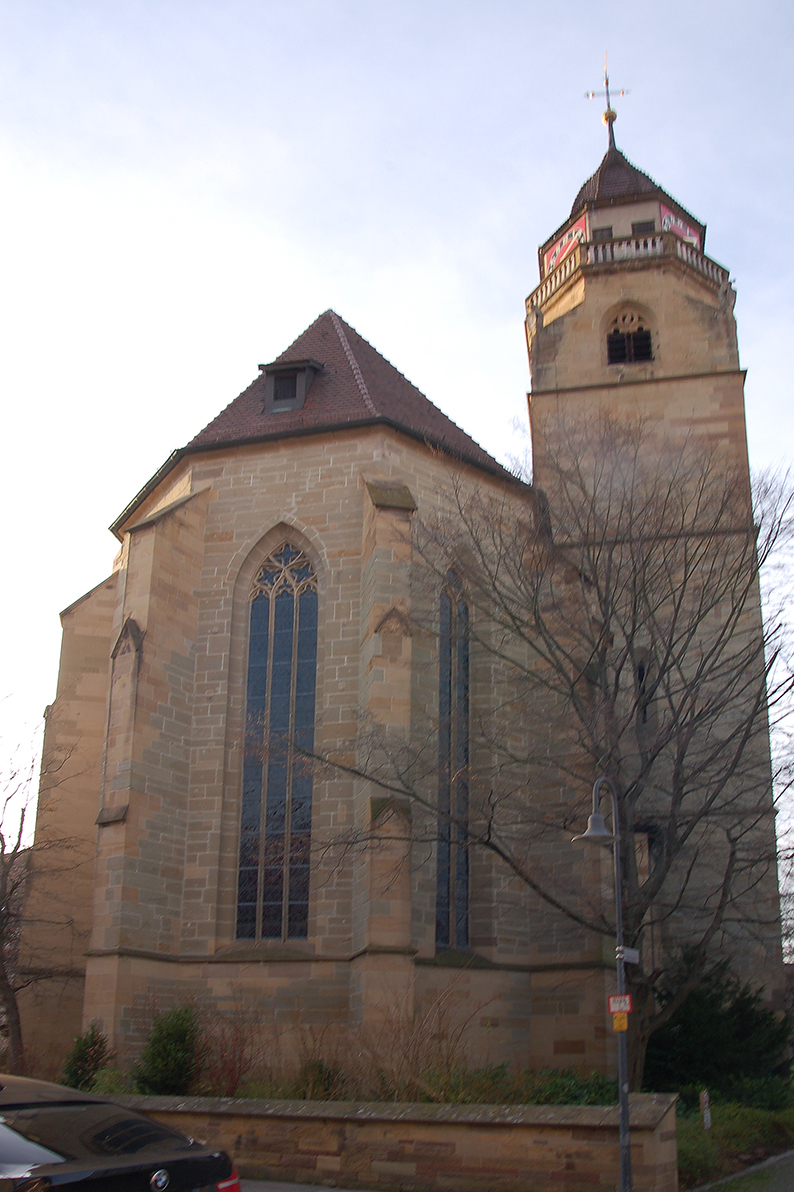
kostel sv. Jana Křtitele

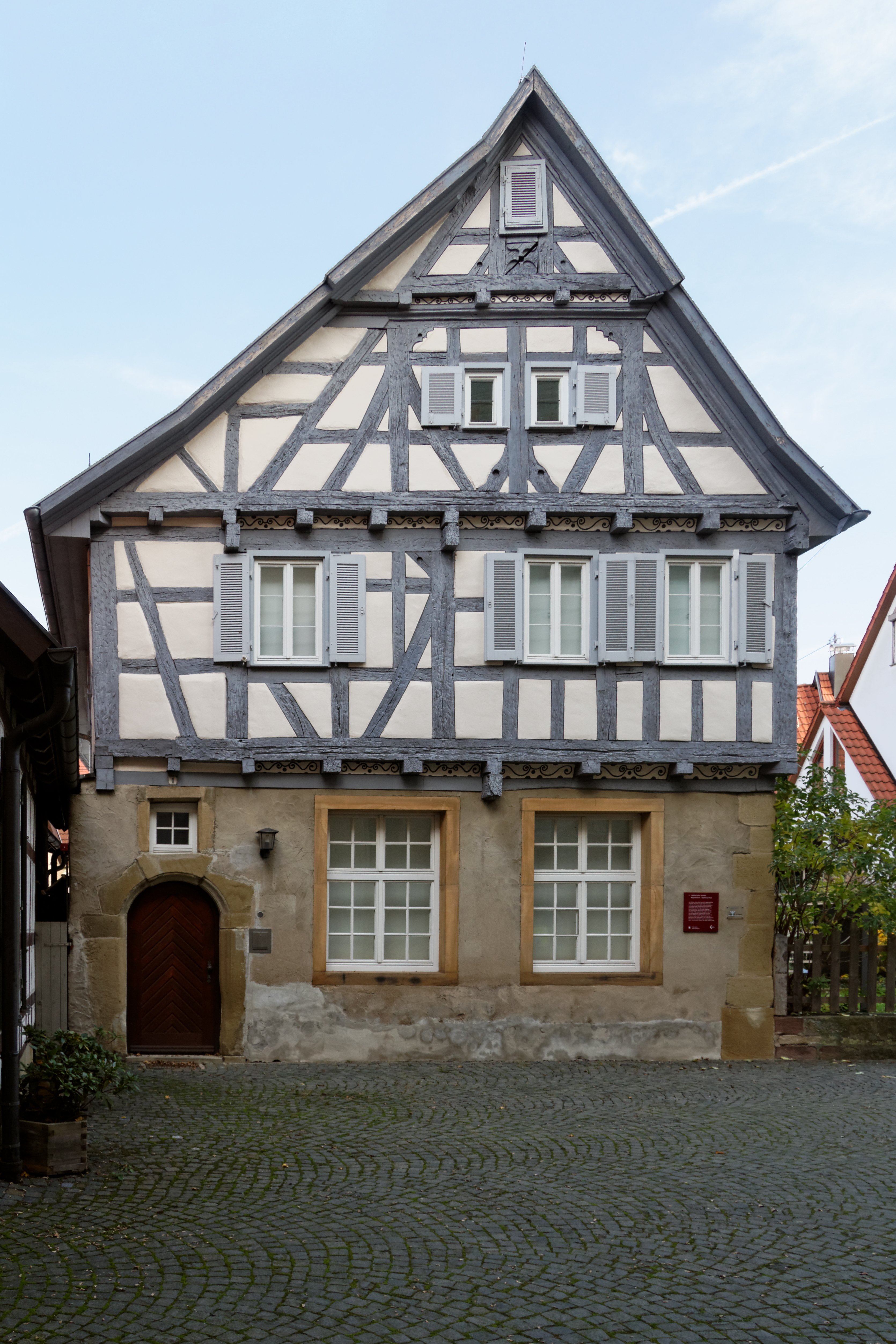
Budova bývalé latinské školy

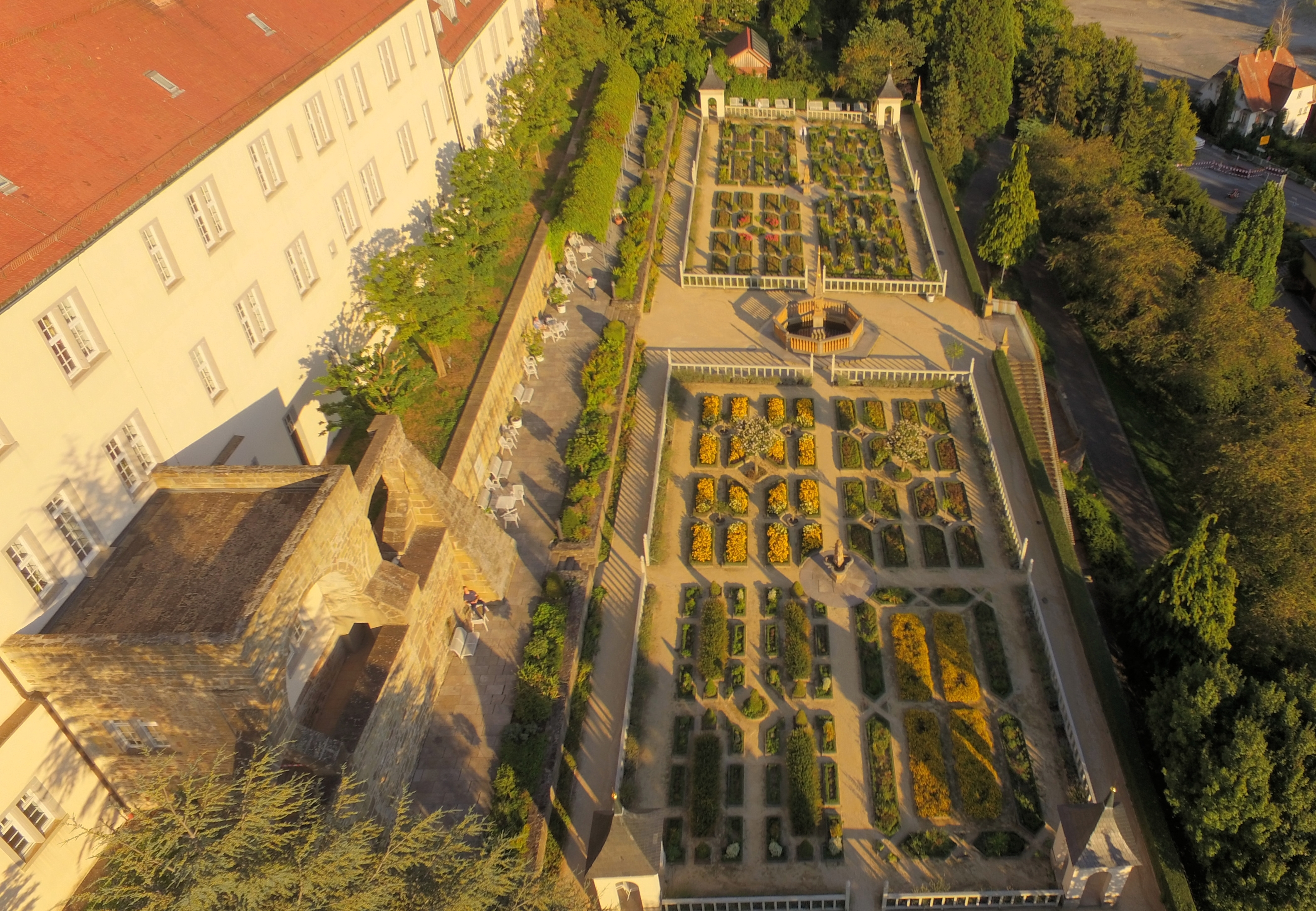
Zámecká zahrada - oranžérie

- Zámek Leonberg přestavěný z hradu, pod ním rozsáhlá oranžérie, v 19. století proměněná v užitkovou zahradu, v roce 1980 opět adaptována na okrasnou podle původního konceptu.
- Městský kostel sv. Jana Křtitele - evangelický; trojlodní bazilika z let 1290–1300, chór s křížovými klenbami z let 1330-1332, věž gotická uzavřená osmibokým renesančním tambúrem zvonice z roku 1574. Barokní akantové oltáře vytvořil významný řezbář Johann Carl Stilp, při zdech je několik renesančních a barokních epitafů.
- Lidové domy s hrázděnou konstrukcí ze 17.-19. století, nejcennější jsou: 
  - Bývalá latinská škola - hrázděný dům ze 16. století s neobvykle asymetricky řešenou konstrukcí dvoupatrového krovu
  - Hostinec Černý orel (Gasthof Schwarzer Adler) - původně středověké opevněné sídlo s  kamenným klenutým sklepem a přízemím, v patrech hrázděné konstrukce
- Kašna s rytířem štítonošem
- Vrch Engelberg s válcovou vodárenskou věží z roku 1928 je pohledovou dominantou města.
- Zámek Höfingen ve stejnojmenné připojené obci, Tamže kostel sv. Vavřince
- Kostel sv. Jana Křtitele v připojené obci Warmbrunn

## Slavní rodáci
- Friedrich Wilhelm Joseph Schelling (27. ledna 1775 – 20. srpna 1854 Bad Ragaz, Švýcarsko) – hlavní představitel německého idealismu a romantismu.
- Otto Baum (1900–1977), německý sochař
- Martin Winterkorn (* 24. května 1947 v Leonbergu), bývalý předseda představenstva Volkswagen Group
- Erwin Staudt (* 25. února 1948), fotbalový manažer, Prezident VfB Stuttgart (fotbalový klub), (2003–2011), bývalý manažer v IBM Německo
- Eva Briegel (* 1978), německá hudebnice, zpěvačka německé popové skupiny Juli
- Dennis Hillebrand (* 1979), bývalý německý fotbalista

## Osobnosti spojené s městem
- Po smrti manžela vévody Friedricha I. Württemberského, se vdova Vévodkyně Sibyla Anhaltská v roce 1609 přestěhovala do Leonbergu. Architekt Heinrich-Schickhardt pak na její žádost navrhl zahradu s oranžérií a Dům u jezera ("Seehaus").
- Astronom Jan Kepler zde jako dítě žil a navštěvoval latinskou školu; jeho matka Kateřina Keplerová zde byla roku 1620 obžalována a souzena v procesu s čarodějnicemi, roku 1621 osvobozena.
- Dorothea Elisabeth Schiller (1732–1802), matka dramatika Friedricha Schillera strávila poslední léta svého života (1796–1801) v leonberském paláci.

## Partnerská města
Leonberg je spojený s těmito městy:
- Neukölln Berlín, Německo, od roku 1970
- Belfort, Francie, od roku 1977[2]
- Rovinj, Chorvatsko, od roku 1990
- Bad Lobenstein, Německo, od roku 1991